# Nimmons
Nimmons – miasto w Stanach Zjednoczonych, w stanie Arkansas, w hrabstwie Clay.